# وي بي برنن
وي بي برنن We Be Burnin أغنية للمغني شون بول من البوم ذا ترينتي. تاريخ الصدور 18 أغسطس 2005؛ من كتابة شون بول وإنتاج اتلانتيك ريكوردس. منتج الأغنية ديلانو توماس.

## ابرز مراكز الأغنية في عدة دول وقوائم
- 2 Uk Singles Chart
- 6 Billboard Hot 200
- 2 World Wide Chart
- 11 Irish Single Chart